# Instituce Evropské unie
Společné instituce Evropské unie vycházejí ze zásady sdílení pravomocí, základního principu fungování Evropské unie. Jednotlivé orgány disponují pravomocemi, které dříve podléhaly kompetenci jednotlivých členských zemí. Jádro tvoří sedm orgánů Evropské unie. Zbytek tvoří různé poradní (Hospodářský a sociální výbor, Výbor regionů) a jiné instituce (například Evropský veřejný ochránce práv či Evropský inspektor ochrany údajů) či agentury a úřady (Evropská agentura pro životní prostředí, Evropská agentura pro leteckou bezpečnost, Agentura Evropské unie pro základní práva, Úřad pro harmonizaci ve vnitřním trhu, Europol a Eurojust).

## Orgány Evropské unie
Základní orgány Evropské unie jsou vymezeny v čl. 13 Smlouvy o Evropské unii:
- Evropský parlament,
- Evropská rada,
- Rada Evropské unie,
- Evropská komise,
- Soudní dvůr Evropské unie,
- Evropská centrální banka
- Evropský účetní dvůr.

### Evropský parlament
Základní rámec činnosti Evropského parlamentu (EP) vymezuje ustanovení čl. 14 Smlouvy o Evropské unii. Evropský parlament je legislativním a kontrolním orgánem Evropské unie. Jeho hlavní pravomocí je společně s Radou EU přijímat legislativní akty. Schvaluje složení Evropské komise a má právo kontrolovat její činnost, podílí se na tvorbě zákonů, vyslovuje souhlas s mezinárodními smlouvami a přijímáním nových členských států. Má také značné pravomoci v oblasti společného rozpočtu EU.
Na základě Smlouvy z Nice a její následné novelizace Lisabonskou smlouvou má dnes - po posledním rozšíření EU o Chorvatsko - Evropský parlament 751 poslanců, kteří jsou od roku 1979 voleni obyvateli EU na období pěti let. Po Brexitu klesne počet europoslanců o 46 míst na 705. Těchto 46 z celkových 73 křesel, které dosud patří Spojenému království, se zamrazí pro případné další rozšíření EU. Zbývajících 27 křesel se rozdělí mezi 14 jiných členských států, které jsou v současném rozdělení mandátů mírně znevýhodněny (jmenovitě Francii, Itálii, Španělsko, Polsko, Rumunsko, Nizozemsko, Švédsko, Rakousko, Dánsko, Slovensko, Finsko, Irsko, Chorvatsko a Estonsko).
Poslední volby do Evropského parlamentu se konaly v roce 2019. Počet volených zástupců (tzv. europoslanců) se odvozuje od počtu obyvatel jednotlivých zemí. Česká republika obsazuje celkem 21 europoslaneckých míst. Poslanci mají možnost sdružovat se do poslaneckých klubů na základě politické příslušnosti do jednotlivých tzv. frakcí, nejsou tedy rozsazeni podle národností.
Sídlem EP je Štrasburk, ale parlament pracuje také v Bruselu a Lucemburku. Ve Štrasburku se odehrává dvanáct měsíčních plenárních zasedání (včetně rozpočtového zasedání). Evropský parlament se usnáší prostou většinou svých členů.

### Rada Evropské unie
Rada Evropské unie (dříve Rada ministrů, dnes oficiálně pouze „Rada“) představuje orgán, v němž jsou zastoupeny členské státy, jejichž zájmy Rada zastupuje. Její hlavní pravomocí společně s Evropským parlamentem je přijímání legislativy - schvalování právních předpisů EU a koordinování politiky EU.
Zasedání Rady probíhají v různých složeních, které se obměňují podle úrovně důležitosti a podle projednávané oblasti. Celkem se Rada schází v deseti různých konfiguracích. Nejvyšší úroveň tvoří ministři jednotlivých států. Frekvence jejich setkání probíhá zpravidla dle potřeby. Nejčastější zasedání mají ministři zemědělství (přibližně čtrnáctkrát do roka), ministři financí (oficiální název Ecofin) a ministři zahraničních věcí (Všeobecná rada), kteří se scházejí přibližně jednou za měsíc. Jednání probíhají v Bruselu a Lucemburku. Na nižší úrovni agendu Rady připravuje Výbor stálých zástupců (COREPER), kde se schází stálí zástupci členských států v Bruselu (obvykle velvyslanci při EU), příp. jejich zástupci, a to zpravidla jednou až dvakrát týdně.
Další úrovně tvoří přípravné orgány Rady - výbory a jednotlivé stálé a ad hoc pracovní skupiny.
V závislosti na tématu provádí Rada rozhodnutí buď jednomyslně, kvalifikovanou nebo prostou většinou hlasů. Ke schválení je obvykle potřeba kvalifikovaná většina, tj. 55 % zemí (u současných 27 členských států musí být pro celkem 15 zemí), které dohromady počtem obyvatel zastupují minimálně 65 % všech obyvatel EU. K zablokování rozhodnutí jsou zapotřebí alespoň 4 země, které zároveň představují minimálně 35 % obyvatel EU. Výjimkou jsou citlivá témata, jako je např. zahraniční politika či daně. Tyto oblasti vyžadují jednomyslné schválení zástupci všech členských států. Prostou (tj. nadpoloviční) většinou se hlasuje pouze o procedurálních a administrativních otázkách a některých aspektech společné obchodní politiky jako např. antidumpingová ochrana.
Každý půlrok předsedá Radě jiná země EU. Hlavní úkoly předsedající země je organizovat setkání Rady a reprezentovat EU navenek.

### Evropská rada
Evropská rada (často zaměňována s Radou Evropské unie, popř. Radou Evropy) vymezuje základní politické priority Evropské unie. Skládá se z nejvyšších představitelů exekutivy členských států EU (za každý stát jeden člen – buď prezident, nebo premiér, popřípadě kancléř), předsedy Evropské rady a předsedy Evropské komise. Ti dohromady vytvářejí základní společný politický program EU. Rada představuje nejvyšší úroveň politické spolupráce mezi zeměmi EU.
Evropská rada rozhoduje o celkovém směřování EU a politických a ekonomických prioritách a zabývá se nejsložitějšími a nejcitlivějšími otázkami, včetně společné zahraniční a bezpečností politiky. Také nominuje a jmenuje kandidáty do významných funkcí v EU, například na pozice v Evropské komisi. Vymezuje tak směry, kterými se má Unie ubírat. Evropská rada však nevykonává legislativní funkce, tj. neschvaluje právní předpisy. Rozhoduje na základě jednomyslnosti.
Na základě Lisabonské smlouvy vznikla pozice tzv. stálého předsedy Evropské rady, který svolává a řídí zasedání rady obvykle čtyřikrát ročně. Stálý předseda je volen na 2,5 roku a zastupuje Evropskou unii na jednáních s okolním světem. Prvním předsedou byl Herman Van Rompuy, kterého 1. prosince 2014 nahradil polský premiér Donald Tusk. Od 1. prosince 2019 předsedá Evropské radě bývalý belgický premiér Charles Michel.

### Evropská komise
Evropská komise je výkonný nadnárodní orgán Evropské unie. Je nezávislá na členských státech a sleduje zájmy Evropské unie jako celku. Tvoří tak protiváhu zájmům jednotlivých členských států reprezentovaným především Radou EU. Evropská komise navrhuje a vymáhá dodržování právních předpisů a provádí politiky EU. Komise dohlíží na dodržování zakládajících smluv Evropské unie. Důležitou pravomocí je tvorba evropské legislativy. Komisi přísluší výhradní právo iniciovat návrhy legislativních předpisů (nařízení, směrnic a rozhodnutí), doporučení a stanovisek.
Komise vypracovává rozpočet EU a dohlíží na jeho plnění. Dále kontroluje prosazování práva EU a nakládání s finančními prostředky EU v jednotlivých členských státech. Komise má na starosti udržování diplomatických styků navenek EU, reprezentaci Unie při mezinárodních jednáních, přičemž disponuje právem sjednávat s třetími státy dohody. Má významné pravomoci při přijímání nových členů do Unie a zajišťuje kontakty s nečlenskými státy EU.
Evropskou komisi tvoří kolegium komisařů (tzv. eurokomisaři) a příslušný administrativní aparát. Na základě Smlouvy z Nice pochází každý komisař z jiné členské země, v současnosti je jich tedy 28. Přestože jsou komisaři vysíláni jednotlivými členskými státy, nesmějí přihlížet k jejich zájmům. Lisabonská smlouva původně navrhovala snížení počtu eurokomisařů a zavedení rotačního principu obsazování jednotlivých postů členskými státy. Po potížích se schvalováním Lisabonské smlouvy v souvislosti zůstal počet 28 komisařů zachován s tím, že pokud by došlo k rozšíření EU o další členy, pak se podle dosavadní představy počet komisařů nebude zvyšovat (zůstane na 28) a dojde zavedení principu rotace komisařů. V Evropské komisi Česká republika dosud vystřídala čtyři zástupce. Prvním byl v roce 2004 Pavel Telička, následovaný Vladimírem Špidlou (2004–2010), Štefanem Fülem (2010–2014) a Věrou Jourovou (od roku 2014). Věra Jourová je v současnosti (od roku 2019) též místopředsedkyní komise.
Rozhodnutí schvaluje Evropská komise na základě prosté většiny hlasů, v praxi se však častěji používá konsenzus. Sídlo Evropské komise je v Bruselu. Její současnou předsedkyní je Ursula von der Leyenová z Německa.
Evropská komise má místní zastoupení jak ve členských státech EU, tak po celém světě. V České republice sídlí zastoupení Evropské komise v Praze.
Některé organizační složky:
- Evropský úřad pro boj proti podvodům (OLAF), je generálním ředitelstvím Evropské komise
- Evropský statistický úřad (Eurostat), je generálním ředitelstvím Evropské komise

### Soudní dvůr Evropské unie
Soudní dvůr Evropské unie dohlíží na jednotný výklad evropského práva. Má sídlo v Lucemburku.

### Evropská centrální banka
Evropská centrální banka se sídlem ve Frankfurtu nad Mohanem, která spolu s národními centrálními bankami tvoří Evropský systém centrálních bank, je měnovou bankou pro Eurozónu, patří od Lisabonské smlouvy mezi orgány Evropské unie.

### Evropský účetní dvůr

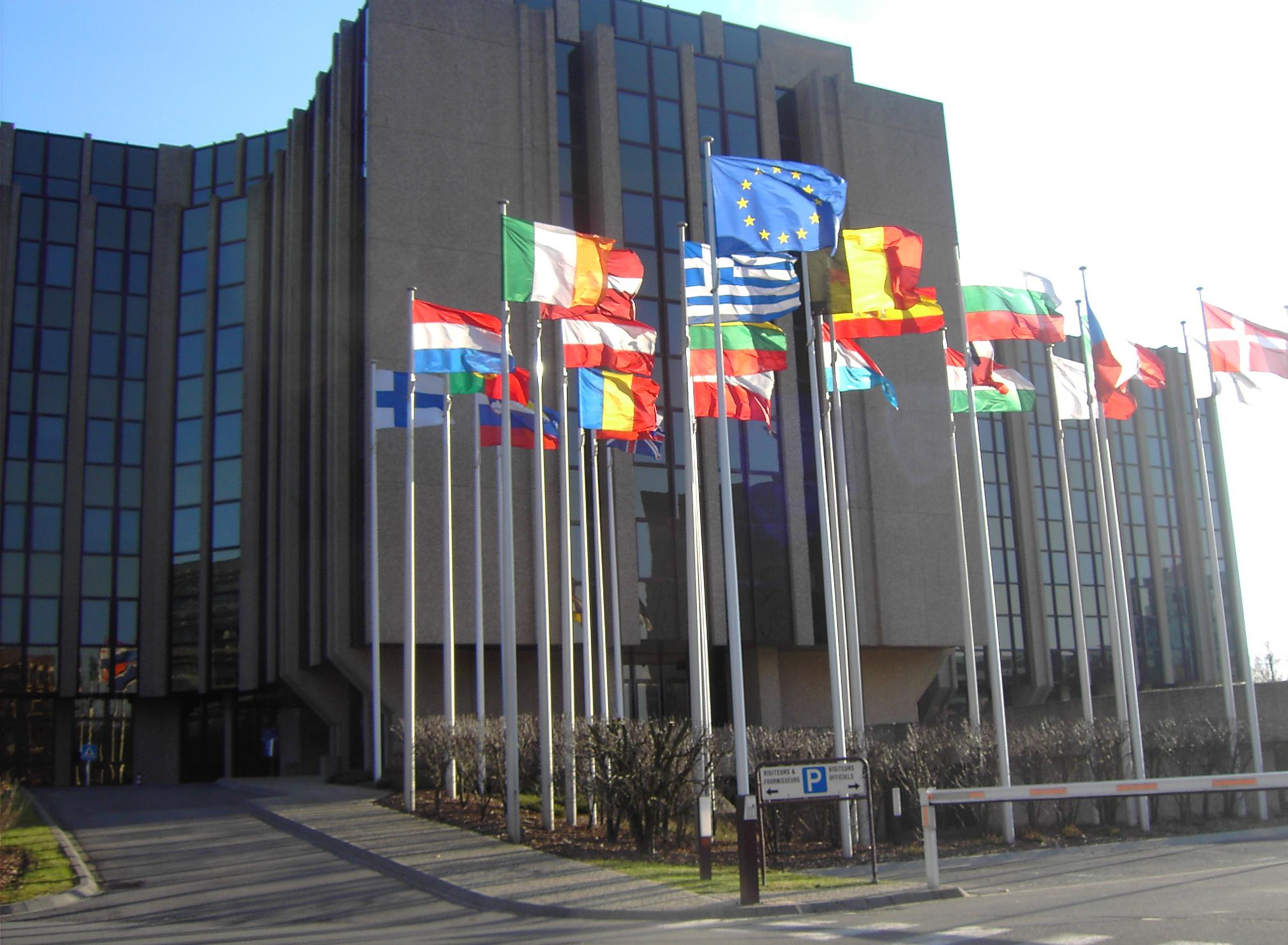
Sídlo Evropského účetního dvora v Lucembursku

Evropský účetní dvůr má za úkol kontrolovat, zda finanční prostředky Unie jsou vynakládány podle správných zásad na správné účely, sídlí též v Lucemburku.

## Poradní instituce Unie
Evropskému parlamentu, Radě a Komisi jsou nápomocny dvě poradní instituce. Obě mají konzultativní funkci, v některých předepsaných případech je konzultace povinná.
- Hospodářský a sociální výbor, zřízen již 1957 Římskými smlouvami, a sdružující zástupce organizací zaměstnavatelů, zaměstnanců a dalších subjektů sdružujících občanskou společnost. Počet jeho členů nesmí překročit 350.

- Výbor regionů, zřízen Maastrichtskou smlouvou, složený ze zástupců regionálních a místních samospráv, kteří v takovém samosprávném celku mají volený mandát.

## Finanční instituce
- Evropská investiční banka, poskytuje veřejným i soukromým subjektům dlouhodobé půjčky na kapitálové investice. Sídlo banky je v Lucemburku, s pobočkami v Athénách, Lisabonu, Londýně, Madridu a Římě. Je autonomním orgánem v rámci struktur EU.

## Evropské agentury a další instituce

### Evropské agentury
K evropským agenturám patří subjekty založené sekundárním právem EU. Mezi nimi: Evropská agentura pro životní prostředí, Evropská agentura pro leteckou bezpečnost, Agentura Evropské unie pro základní práva, Úřad pro harmonizaci ve vnitřním trhu, či Europol a Eurojust.

### Jiné
- Evropský ombudsman, zabývá se stížnostmi na činnost orgánů Evropské unie.

## Konvent
Evropský konvent byl vytvořen v roce 2001 a pověřen prací na návrhu ústavy EU. Svou práci skončil v roce 2003 a poté byl rozpuštěn. V evropské politické diskusi se objevily názory, že by se ale Konvent, v té či oné formě, měl stát institucí trvalou a zejména podřízen suverenitě občanů EU, včetně práva na iniciativu a referendum ve věcech ústavy a zákonů EU (inspirací jsou politická práva Švýcarska).